# Punarwas
Punarwas (Nepali पुनर्वास Punarwas) ist eine Stadt (Munizipalität) im westlichen Terai Nepals im Distrikt Kanchanpur. 
Die Stadt entstand 2014 durch Zusammenlegung der Village Development Committees Kalika, Parasan und Tribhuvanbasti. Das Stadtgebiet umfasst 83,2 km².

## Einwohner
Bei der Volkszählung 2011 hatten die VDCs, aus welchen die Stadt Punarwas entstand, 43.996 Einwohner (davon 20.386 männlich) in 8135 Haushalten.